# Dumai
Dumai es una ciudad en la provincia de Riau en la isla de Sumatra, Indonesia. La ciudad tiene una superficie de 1.727,38 km² y tenía 253.803 habitantes en el censo de 2010, 285.448 en el censo 2015 y 316.782 en el censo de 2020. Dumai tiene un aeropuerto nacional, el Pinang Kampai Airport. Dumai es un importante centro de transporte y comercio, tanto a nivel regional como internacional, especialmente para Malasia. Dumai es rico en petróleo (petróleo y aceite de palma).

## Historia
Dumai es una ciudad en la provincia de Riau, Indonesia, alrededor de 188 km de Pekanbaru. Actualmente, la ciudad de Dumai es la segunda ciudad más grande de la provincia de Riau, pero antes era una pequeña aldea en la costa este de la provincia de Riau. Fue inaugurada como ciudad el 20 de abril de 1999, por la Ley n. 16 del año 1999, habiendo tenido previamente un pueblo administrativo (kotif) en la Regencia de Bengkalis. En sus inicios, la ciudad solo constaba de tres distritos, que contenían 13 aldeas urbanas y 9 aldeas rurales, con una población de solo 15.699 personas y una densidad de 83,85/km². Actualmente (censo de 2020) consta de siete distritos.